# أدونيس كيمب
أدونيس كيمب (بالهولندية: Adonis Kemp)‏ هو لاعب كرة قاعدة هولندي، ولد في 31 يناير 1967.

## وصلات خارجية
- أدونيس كيمب على موقع أوليمبيديا (الإنجليزية)